# Daoulas
Daoulas (bretonsko Daoulaz) je naselje in občina v severozahodnem francoskem departmaju Finistère regije Bretanje. Naselje je leta 2008 imelo 5.198 prebivalcev.

## Geografija
Kraj leži v pokrajini Cornouaille ob začetku estuarija Daoulas, nastalega ob sotočju rek Mignonne in Lézuzan, 20 km vzhodno od Bresta.

## Uprava
Daoulas je sedež istoimenskega kantona, v katerega so poleg njegove vključene še občine Hanvec / Hañveg, Hôpital-Camfrout / an Ospital, Irvillac / Irvilhag, Logonna-Daoulas / Logona-Daoulaz, Loperhet / Loperc'hed, Plougastel-Daoulas / Plougastell-Daoulaz, Saint-Eloy / Sant-Alar in Saint-Urbain / Lannurvan s 24.718 prebivalci.
Kanton Daoulas je sestavni del okrožja Brest.

## Zanimivosti
- nekdanja avguštinska opatija Notre-Dame de Daoulas, ustanovljena leta 1173, proti koncu 17. stoletja predana jezuitom, opuščena v drugi polovici 18. stoletja;